# Siemens Velaro
Siemens Velaro — высокоскоростные электропоезда, производимые компанией Siemens AG. Siemens Velaro является дальнейшим развитием модели ICE-3, которая была разработана консорциумом компаний Siemens AG и Bombardier для Deutsche Bahn.

## Конструкция
Преимущество платформы Velaro для электропоездов состоит в технологии, позволяющей разместить всё тяговое оборудование (включая главные трансформаторы и преобразователи на GTO-тиристорах с водяным охлаждением) в подвагонном пространстве поезда, что при той же длине позволяет увеличить на 20 % количество сидячих мест для пассажиров.
Поезд построен по моторвагонной схеме (распределённая тяга) и формируется из четырёх моторных и четырёх прицепных вагонов (в случае с Velaro RUS добавляется ещё два прицепных вагона с оборудованием, таким образом число прицепных вагонов доходит до шести), объединенных в два базовых модуля по четыре вагона (по пять вагонов для Velaro RUS). Электропоезд рассчитан на питание от сети постоянного и переменного тока напряжением 3 и 25 кВ. Силовая система состоит из асинхронных тяговых двигателей (в поезде их 16), имеющих мощность продолжительного режима 550 кВт каждый, суммарная тяговая мощность достигает 8800 кВт.   Кузова вагонов сварные, из экструдированных длинномерных профилей из алюминиевого сплава AlMg4,5Mn (предел кратковременной прочности 320 МПа).
Поезд может работать сдвоенным составом по системе многих единиц. Для быстрого объединения и разъединения головные вагоны оборудованы автоматической сцепкой Шарфенберга (составы Velaro RUS из первой партии оснащены автосцепным устройством СА-3), закрытой механизированными кожухами-обтекателями, управляемыми из кабины машиниста.

## Модификации
Существуют следующие модификации:

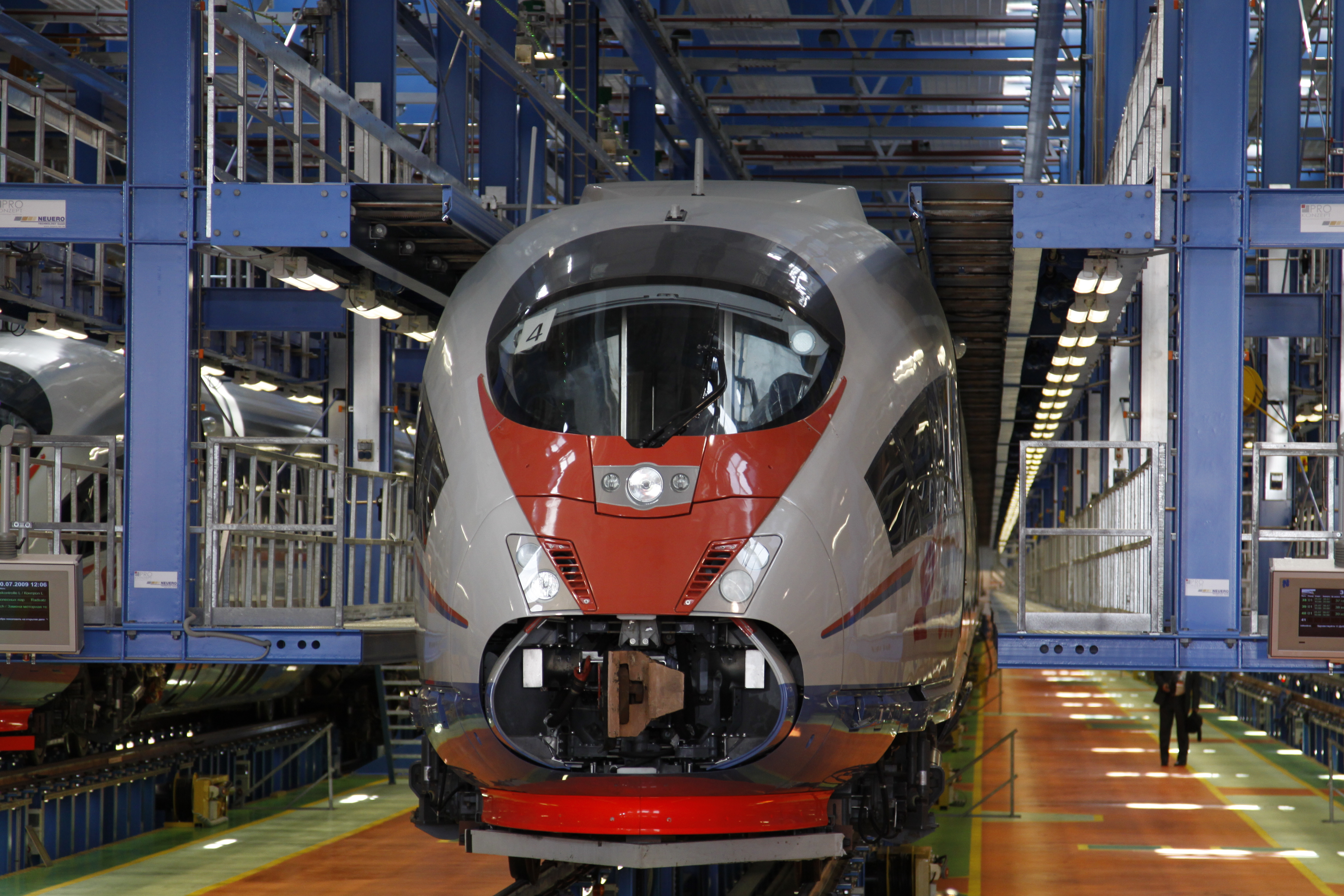
Siemens Velaro Rus в депо на ремонтной позиции

- Velaro E (RENFE AVE S 103 для линии Мадрид — Барселона, оператор RENFE) (16+10 поездов);
- Velaro CRH 3A для линии Пекин — Тяньцзинь (3 поезда);
- Velaro CRH 3C — собирается в Китае по лицензии и при участии концерна Siemens AG (57 поездов);
- Velaro RUS (Сапсан) — версия для России
- Velaro D;

### Velaro E

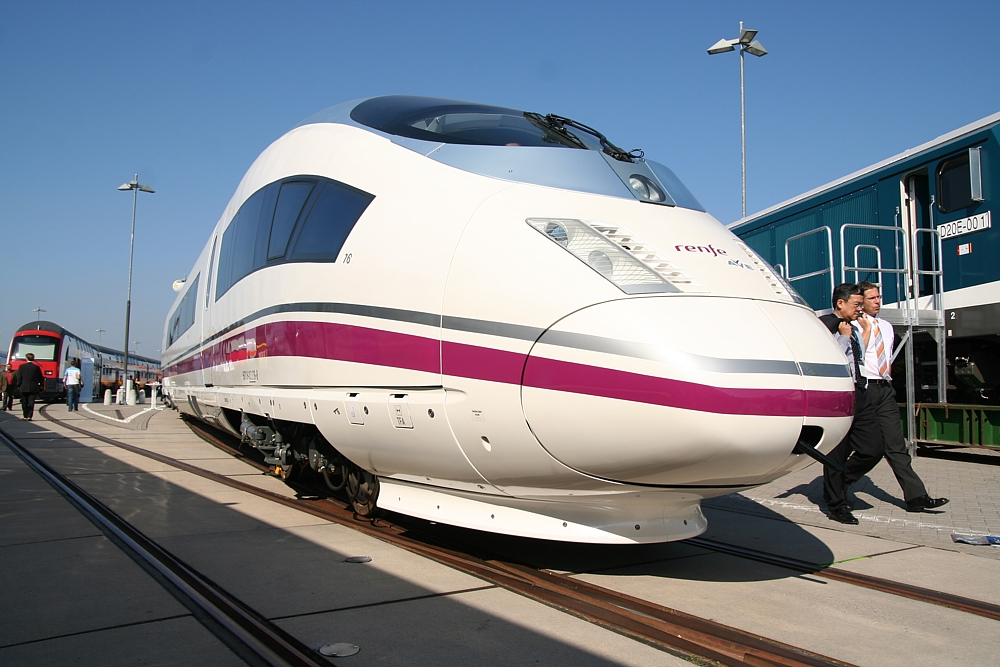
Siemens Velaro E на InnoTrans 2006 в Берлине

В 2001 году RENFE заказала шестнадцать Velaro, получивших обозначение AVE S-103. Позднее заказ был увеличен до 26 составов. Поезда предназначены для обслуживания высокоскоростной магистрали Барселона—Мадрид. Длина линии составляет 621 километр, скорость до 350 км/ч, время в пути — 2 часа 25 минут.
Первые составы были поставлены в июле 2005 года и завершили тестовые прогоны к январю 2006.
15 июля 2006 года один из составов установил рекорд скорости 403,7 км/ч на перегоне Гвадалахара — Калатаюд на магистрали Мадрид — Сарагоса. Это испанский национальный рекорд скорости для железной дороги и бывший (до 2010 года) мировой рекорд скорости для не модифицированных коммерческих поездов (более ранние рекорды, установленные TGV (мировой рекорд 574,8 км/ч) и ICE, были сделаны специально модифицированными и укороченными поездами, а рекорд (486,1 км/ч, 2010) был установлен серийным китайским 16-вагонным поездом CRH380A на участке трассы Пекин-Шанхай.

### Velaro CRH 3

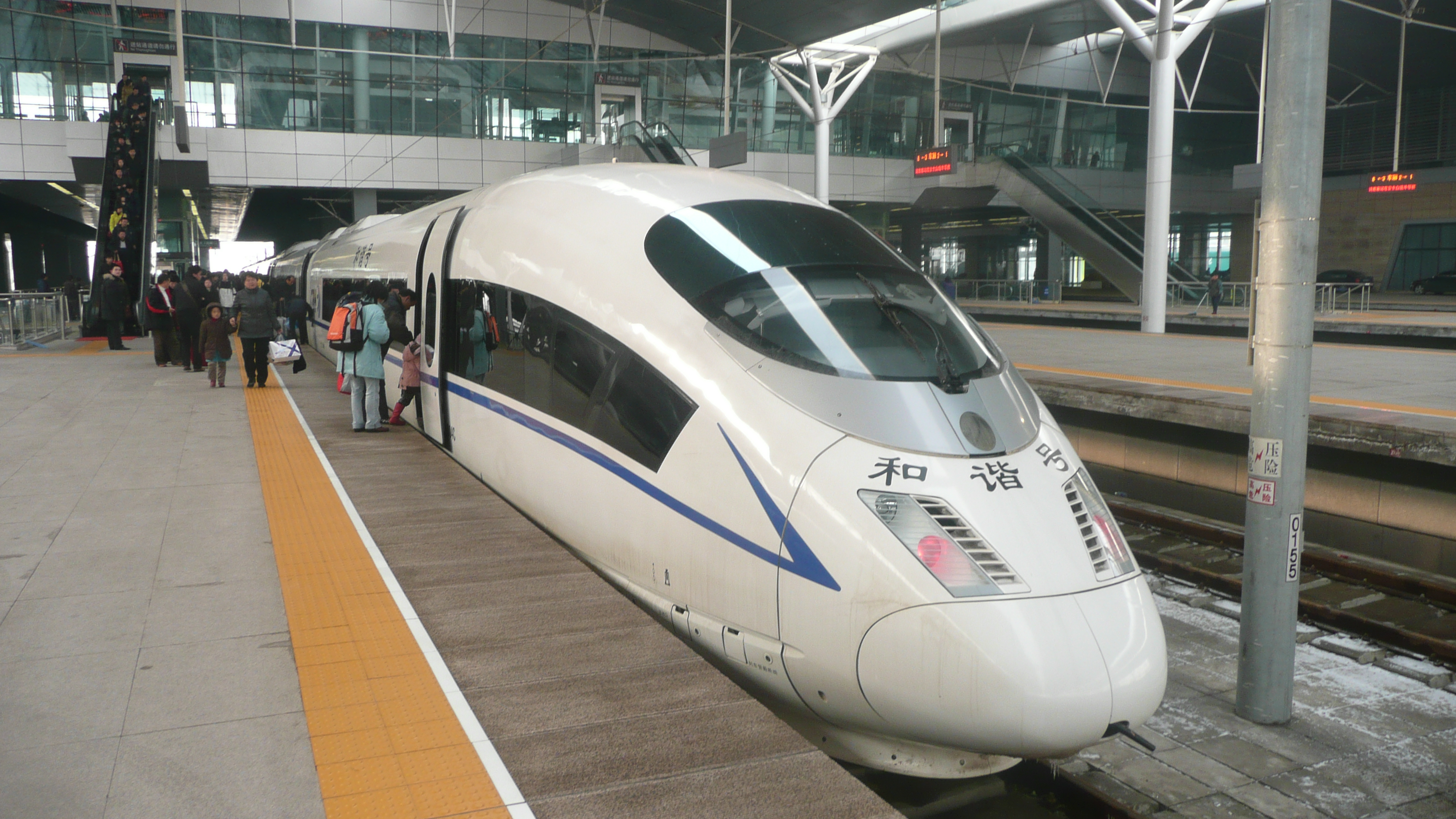
Velaro CRH 3 на вокзале Тяньцзина

20 марта 2009 года компании Tangshan Railway Vehicles Co. Ltd. (TC), Changchun Railway Vehicles Co. Ltd. (CRC) и Chinese Academy of Railways (CARS) подписали с концерном соглашение о поставке компонентов для 100 поездов CRH 3, базирующихся на платформе Siemens Velaro. Доля концерна составит около 750 миллионов евро в общем объёме поставок. Сами поезда, предназначенные для скоростных линий Пекин — Тяньцзин (Тангу), Ухань — Гуанчжоу и Ухань — Шицзячжуан, Нанкин — Шанхай будут производиться и тестироваться в Китае силами китайских компаний.

### Velaro RUS
Основная статья: ЭВС1/ЭВС2

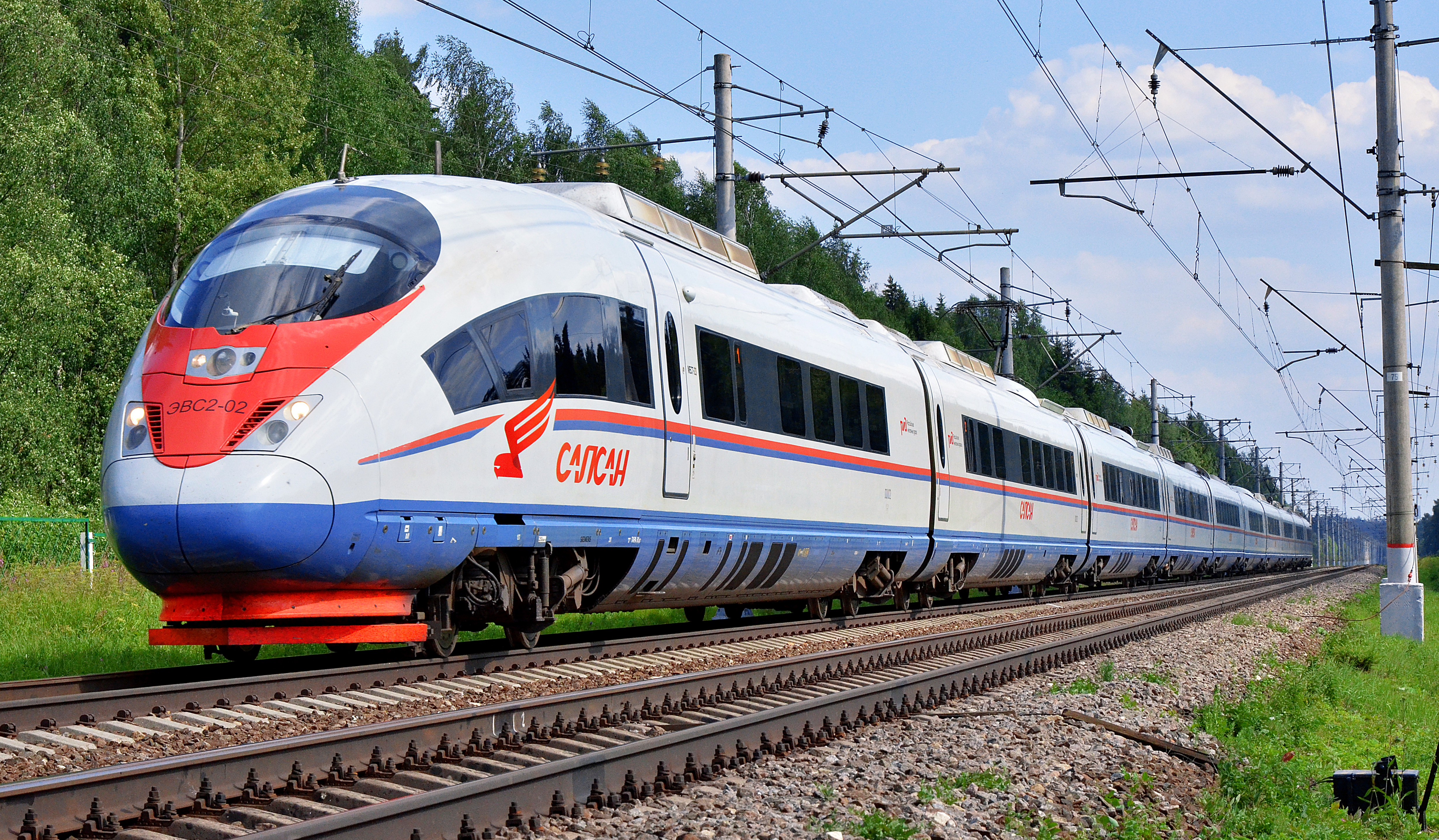
Двухсистемный электропоезд ЭВС2-02

В мае 2006 года ОАО «РЖД» и Siemens Transportation Systems подписали соглашение о поставке (стоимость контракта 276 млн евро) 8 высокоскоростных поездов Velaro (под наименованием «Сапсан»), способных развивать скорость до 250 км/ч (возможно увеличение до 350 км/ч). Также заключён договор (354,1 млн евро) об их сервисном обслуживании в течение 30 лет или на пробег не менее 14 млн км. Российская версия названа так в честь сокола-сапсана (Falco peregrinus) из отряда соколиных, самой быстрой птицы в мире. 

Будут поставлены поезда следующих типов:
- односистемный (постоянный ток) поезд 3 кВ (версия B1, обозначение РЖД — ЭВС1);
- двухсистемный поезд (двойного питания) 3 кВ и ~25 кВ / 50 Гц (версия B2, обозначение РЖД — ЭВС2).

15 марта 2009 года состоялась первая пробная поездка поезда «Сапсан» по маршруту Санкт-Петербург — Москва.

17 декабря 2009 года поезд совершил первый коммерческий рейс из Москвы в Санкт-Петербург.
12 ноября 2014 года  прошла официальная церемония фиксации рекорда для "Книги рекордов Гиннесса". Сдвоенный поезд "Сапсан" был признан самым длинным высокоскоростным поездом в мире.
Как сообщила пресс-служба ОЖД, рекорд зафиксировали и нотариально заверили в присутствии членов независимой комиссии. 
Сотрудники Октябрьского центра метрологии замерили состав. Его длина 500 м 78 см. Это и стало подтверждением рекорда – 20-вагонный "Сапсан" является самым длинным высокоскоростным поездом в мире. 

### Velaro D

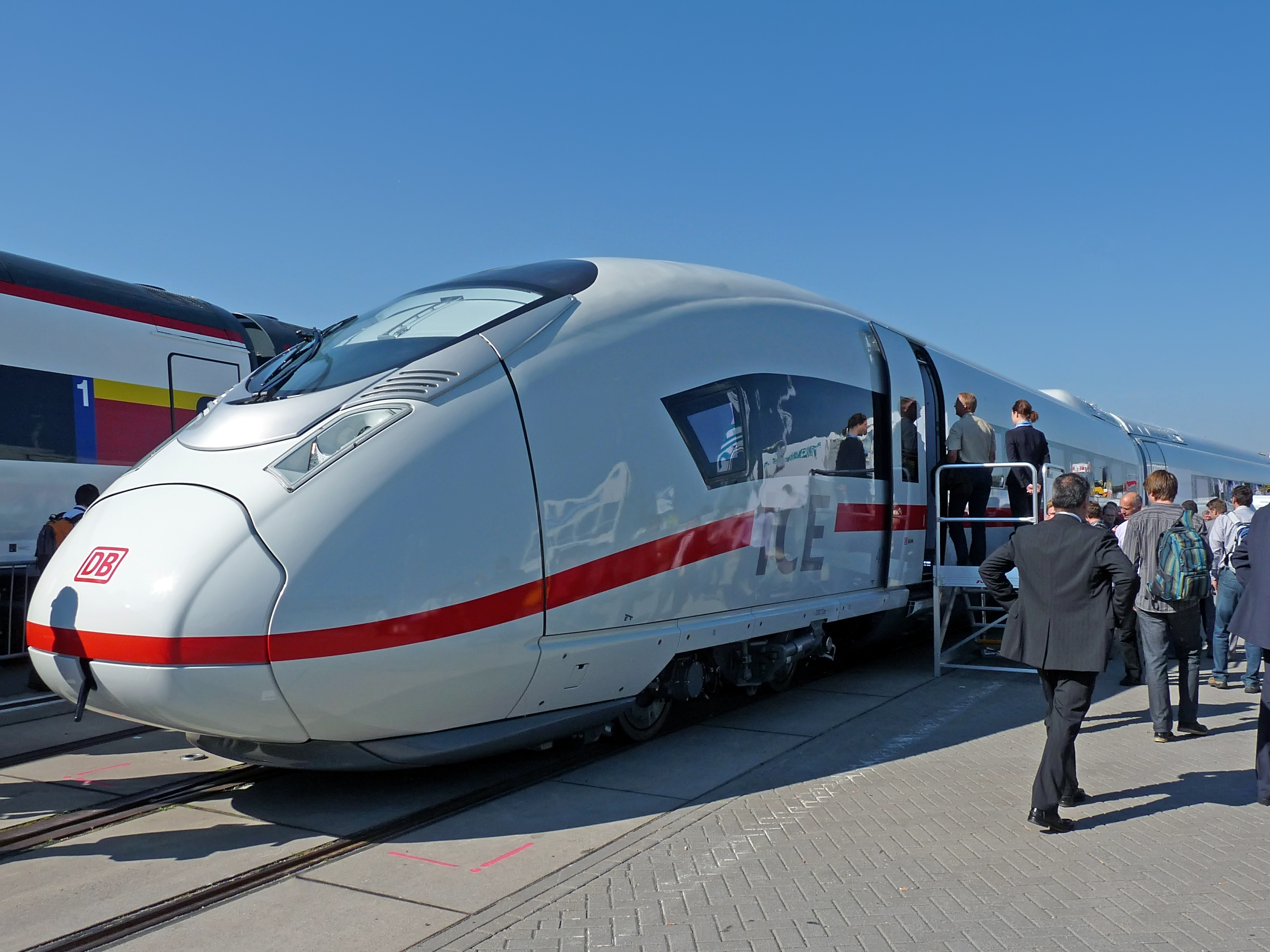
Siemens Velaro D на выставке Innotrans 2010

Deutsche Bahn разместила заказ на 15 составов Velaro четвёртого поколения (Velaro D), оцениваемый в 500 млн евро. Планируется, что с декабря 2011 года Velaro D начнёт работу на международных маршрутах между Германией, Францией, Испанией, Бельгией и Нидерландами. Конструкционные особенности Velaro D также позволят ему проходить через тоннель под Ла-Маншем, что позволит ему эксплуатироваться и в Соединённом Королевстве.

### Eurostar e320

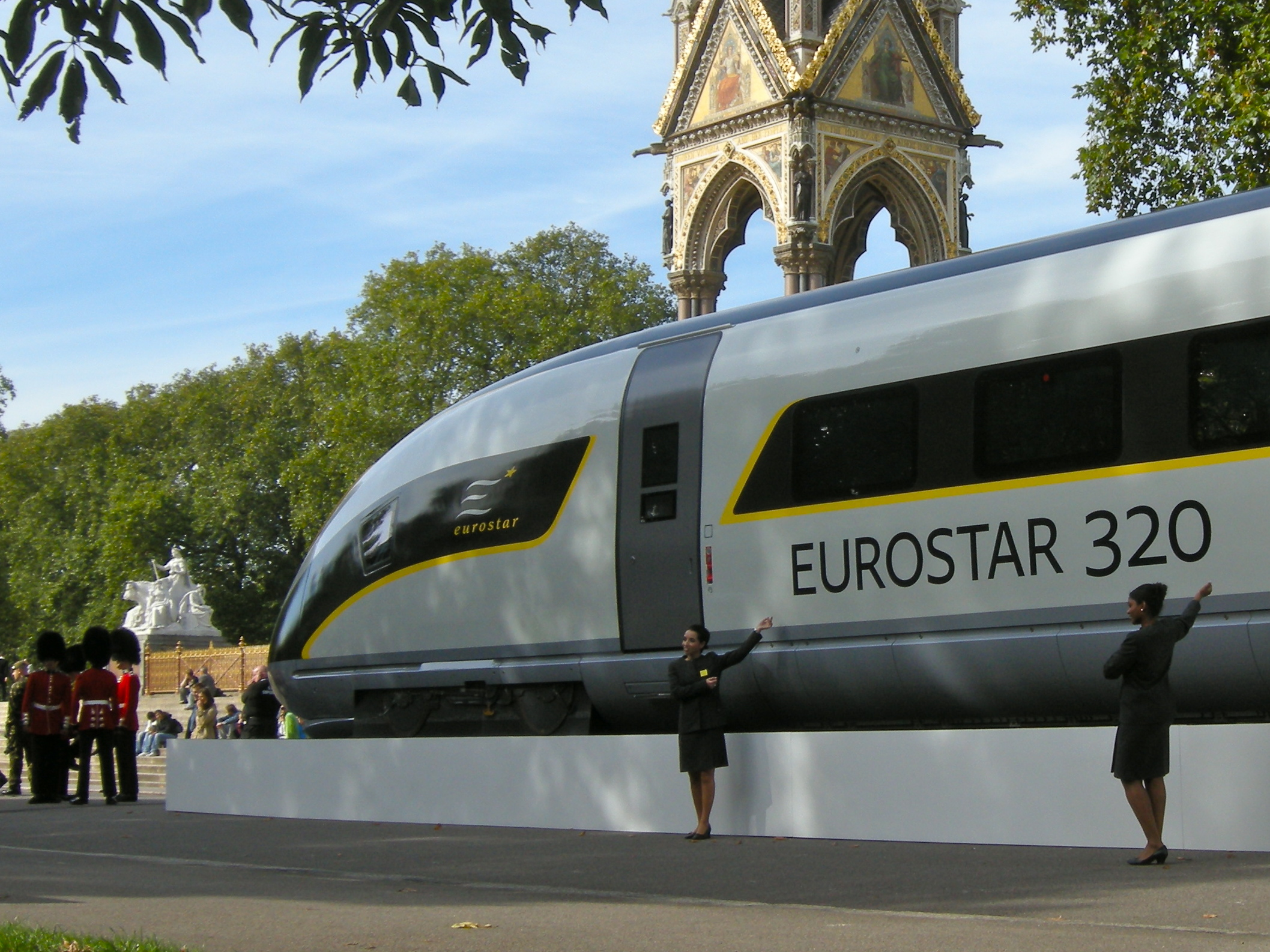
Eurostar 320- Siemens Velaro на презентации в Лондоне

7 октября 2010 года было объявлено, что компания Eurostar выбрала концерн Siemens AG в качестве поставщика 10 скоростных поездов Velaro e320 . При этом общая сумма контракта составит 600 миллионов евро (при общих инвестициях в 700 миллионов фунтов стерлингов, включающих переоборудование имеющегося подвижного состава), предназначенных для работы на маршрутах между Лондоном и Кёльном/Амстердамом. Эти шестнадцативагонные составы длиной 400 метров соответствуют требованиям, предъявляемым к поездам, предназначенным для курсирования через Евротоннель и отличаются от более коротких двухсотметровых восьмивагонных Velaro D, которые Deutsche Bahn планирует поставить на маршрут до Лондона. Максимальная скорость поездов составит 320 км/ч, число мест — свыше 900.

### Velaro TR
В июле 2013 года государственные железные дороги Турции (ТСDD) разместили заказ на семь высокоскоростных поездов Velaro. Контракт на сумму 285 млн евро включает в себя семь лет обслуживания. Поезда Velaro предполагают использовать на высокоскоростных железных дорогах Турции. Первый поезд должен начать эксплуатироваться с пассажирами 23 мая 2015 года на линии Анкара — Конья.
У эксплуатанта поезда классифицированы как TCDD HT65000. В отличие от традиционный бело-красно-синей цветовой схемы высокоскоростные поезда TCDD HT65000 имеют бело-бирюзово-серый окрас.
Поезда Velaro TR по сути являются поездами Velaro D и рассчитаны на стандартную колею, имеют в составе 8 вагонов общей длиной около 200 метров, вмещают 516 пассажиров, имеют максимальную скорость 300 км/ч.

### Velaro Novo

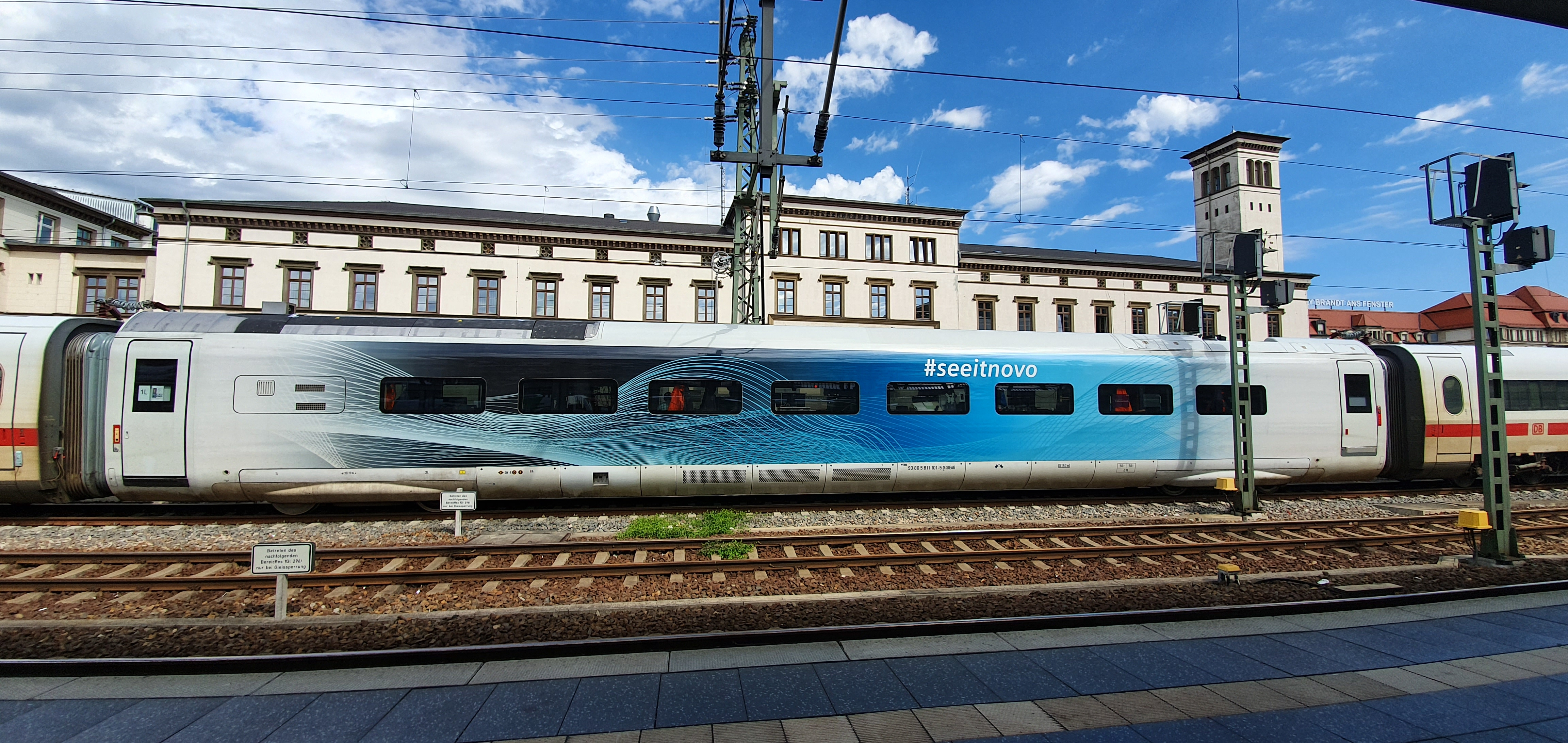
Тестовый вагон Velaro Novo, интегрированный в состав ICE-S

В июне 2018 года Siemens представила концепцию поезда нового поколения Velaro Novo, рассчитанного на максимальную скорость движения в эксплуатации от 250 до 360 км/ч. Производитель планирует, что по сравнению с последними моделями поездов Velaro вместимость Velaro Novo увеличится на 10 %, начальная стоимость снизится на 20 %, расходы на эксплуатацию сократятся на 30 %, масса — на 15 % (поезд станет на 70 т легче), а энергопотребление уменьшится на 30 %.
Исследования и разработки стартовали в 2013 году, концепция была сформулирована в 2015, а первый опытный вагон построен в 2017 году. В компании думают подготовить первый поезд к коммерческой эксплуатации в начале 2023 года.